# Apeldoorn (stacja kolejowa)
Apeldoorn – stacja kolejowa w Apeldoorn, w prowincji Geldria, w Holandii. Znajdują się tu 2 perony.